# 난관암
난관암(Fallopian tube cancer), 원발성 나팔관암(Primary fallopian tube cancer, PFTC)은 종종 나팔관에서 발생하는 악성 신생물이다.

## 징후 및 증상
나팔관의 내부 위치로 인해 조기 진단이 어렵다. 증상은 비특이적이며 통증과 질 분비물 또는 출혈로 구성될 수 있다. 정기적인 산부인과 검사에서 골반 종괴를 발견할 수 있다.
나팔관 암종의 질 분비물은 수경관 수종으로 알려진 간헐적 수두염으로 인해 발생한다.

## 치료
난관암에 대한 초기 접근법은 일반적으로 외과 수술로 이루어지며 난소암과 유사하다. 병변이 먼저 인접한 자궁과 난소로 퍼지기 때문에 전체 복부 자궁적출술이 이 접근 방식의 필수적인 부분으로 난소, 난관, 자궁경부가 있는 자궁을 제거한다. 또한 복막 세척을 하고 대망을 제거하고 골반 림프절과 대동맥 주위 림프절을 채취한다. 수술 당시 병기 및 병리학적 소견에 따라 추가 단계가 결정된다. 암이 다른 장기로 전이되어 완전히 제거할 수 없는 상태로 진행된 경우에는 후속 치료를 위해 종양 부담을 줄이기 위해 세포 축소 수술을 사용한다. 수술 치료 후에는 일반적으로 보조제, 일반적으로 백금 기반 화학 요법이 뒤따른다. 방사선 요법은 완화적 또는 치료적 적응증을 위해 난관암 환자에게 일부 성공적으로 적용되었다.